# Episodi di Dark Angel (seconda stagione)
La seconda e ultima stagione della serie televisiva Dark Angel è andata in onda negli Stati Uniti dal 28 settembre 2001 al 3 maggio 2002 sul canale FOX.
In Italia è stata trasmessa la prima volta da Italia 1 dal 24 giugno 2003 all'8 ottobre 2003.
L'ultimo episodio dura novanta minuti ed è stato diretto da James Cameron.
| nº | Titolo originale       | Titolo italiano              | Prima TV USA      | Prima TV Italia   |
| -- | ---------------------- | ---------------------------- | ----------------- | ----------------- |
| 1  | Designate This         | La predestinata              | 28 settembre 2001 | 24 giugno 2003    |
| 2  | Bag 'Em                | Tutti per uno, uno per tutti | 5 ottobre 2001    | 1º luglio 2003    |
| 3  | Proof of Purchase      | Per amore di un fratello     | 12 ottobre 2001   | 8 luglio 2003     |
| 4  | Radar Love             | L'arma biologica             | 26 ottobre 2001   | 15 luglio 2003    |
| 5  | Boo                    | L'incubo                     | 2 novembre 2001   | 22 luglio 2003    |
| 6  | Two                    | Caccia all'uomo cane         | 9 novembre 2001   | 29 luglio 2003    |
| 7  | Some Assembly Required | Obbiettivo uccidere Logan    | 16 novembre 2001  | 5 agosto 2003     |
| 8  | Gill Girl              | La sirena                    | 7 dicembre 2001   | 12 agosto 2003    |
| 9  | Medium is the Message  | Quadri d'autore              | 14 dicembre 2001  | 19 agosto 2003    |
| 10 | Brainiac               | Il Veggente                  | 11 gennaio 2002   | 26 agosto 2003    |
| 11 | The Berrisford Agenda  | Missione segreta             | 18 gennaio 2002   | 2 settembre 2003  |
| 12 | Borrowed Time          | Un mostro in città           | 1º febbraio 2002  | 9 settembre 2003  |
| 13 | Harbor Lights          | Quarantena                   | 8 febbraio 2002   | 9 settembre 2003  |
| 14 | Love in Vein           | Energia transgenica          | 8 marzo 2002      | 16 settembre 2003 |
| 15 | Fuhgeddaboudit         | La Ragazza Psico-Operativa   | 15 marzo 2002     | 16 settembre 2003 |
| 16 | Exposure               | L'iniziazione                | 22 marzo 2002     | 23 settembre 2003 |
| 17 | Hello, Goodbye         | Amore impossibile            | 5 aprile 2002     | 30 settembre 2003 |
| 18 | Dawg Day Afternoon     | La fuga                      | 12 aprile 2002    | 30 settembre 2003 |
| 19 | She Ain't Heavy        | Il clone                     | 19 aprile 2002    | 7 ottobre 2003    |
| 20 | Love Among the Runes   | Il figliol prodigo           | 26 aprile 2002    | 7 ottobre 2003    |
| 21 | Freak Nation           | Lotta per la libertà         | 3 maggio 2002     | 8 ottobre 2003    |

## La predestinata
- Titolo originale: Designate This
- Diretto da: Jeff Woolnough
- Scritto da: Moira Kirland

### Trama
Max è di nuovo prigioniera di Manticore, dove Madame X tenta senza troppo successo di reprimere lo spirito libero che ha guadagnato in tanti anni di libertà, e ha fatto amicizia con Joshua, un altro soldato dal viso di cane. In assenza del laboratorio genetico, andato distrutto nell'ultima azione di guerra, ai soldati viene affidato un compagno per accoppiarsi e generare una progenie di figli transgenici: il compagno di Max è X5-494, da lei chiamato Alec, ed è il gemello di Ben, l'X5 impazzito. Con il suo aiuto Max riesce a scappare da Manticore e a raggiungere Logan, che nel frattempo ha cercato di smascherare pubblicamente Manticore e si è guadagnato l'odio di Madame X; ma, non appena lo bacia, gli passa un terribile virus che le è stato inoculato a sua insaputa. Alec, che ha seguito Max, le riporta la proposta di Madame X: se consegnerà Solo Occhi a Manticore loro gli salveranno la vita. Ma Max si ribella e manda in onda il comunicato di Streaming Freedom in cui si rivelano tutti i particolari su Manticore: per non fare scoprire il loro lavoro Madame X dà fuoco alla base con tutti i soldati dentro. Max riesce a salvarli e a farli fuggire, e contemporaneamente recupera l'antivirale per Logan, ma sorprendentemente Madame X la protegge da un colpo di pistola e viene ferita al posto suo: alla domanda di Max sul perché l'abbia salvata ella risponde che lei era "quella che stavano cercando" e, con l'ultimo alito di vita, la prega di "trovare Sandeman".
- Altri interpreti: Paul J. Andersen (Guardia di Manticore), Norman Armour (impiegato), Daniel Bacon (controllore della stanza tecnica numero 1), Sean Bockhold (Gemello X7), David Coles (addetto alle pulizie del dipartimento medico-legale), Kevin Conway (operaio del magazzino), Antonio Cupo (uomo X5), Brian Drummond (ufficiale 1 dei TAC), Robert Gossett (colonnello Jim McGinnis), Adam Henderson (Dottore di Manticore), Ian Marsh (sergente istruttore), Grace Park (partner Femmina X5), John Savage (colonnello Donald Michael Lydecker), Ashley Scott (Asha Barlowe), Yee Jee Tso (fattorino Lanky), Nana Visitor (Madame X / Dr Elizabeth Renfro).

## Tutti per uno, uno per tutti
- Titolo originale: Bag 'Em
- Diretto da: Vern Gillum
- Scritto da: Marjorie David

### Trama
Un nuovo gruppo di soldati, guidati dal comandante White, sta cercando di rintracciare gli evasi dalla base di Manticore per sterminarli, e per fare ciò manda tutte le notti un segnale luminoso da un satellite che gli ordina di radunarsi. Max riesce a salvare un gruppetto di X6 dalla morte per mano dei loro stessi ufficiali e cerca di nasconderli assieme a un recalcitrante Alec: nel tempo che passano assieme Max dà loro un nome vero e li convince della necessità di fuggire oltre confine. Ma nella fuga Max viene catturata e White le rivela la sua particolarità: nel suo organismo non è stata trovata alcuna traccia di DNA di scarto, normalmente presente in tutti esseri umani e contenente informazioni inutili. Gli X6 intanto tornano a liberare Max, e con l'aiuto di documenti falsi forniti da Logan riescono a lasciare Seattle e a rifugiarsi in Canada.
- Altri interpreti: Leanne Adachi (Informatica), Kyle Alisharan (Operaio), Steve Archer (Tecnico), Jami (Zero), Dalias Blake (Tecnico militare), Sean Bockhold (X7), Lisa Calderon (Flo), Nicki Clyne (Fixit), Colin Cunningham (DAC transgenico), Claude Duhamel (Impiegato), Andrew Francis (Ragazzo X6), Alana Husband (Ragazza X6), Jennifer Jasey (Shelly), Chris Kramer (Mike), Catherine Lough Haggquist (Giornalista), Mark Lukyn (Tenente), Cameron McDonald (Poliziotto), Sarah Jane Morris (Ralph), Jesse Moss (Bullet), John Savage (Colonnello Donald Michael Lydecker), Ashley Scott (Asha Barlowe), Craig Veroni (Soldato numero 1), Connor Widdows (Bugler).

## Per amore di un fratello
- Titolo originale: Proof of Purchase
- Diretto da: Thomas J. Wright
- Scritto da: Tommy Thompson

### Trama
Logan ha trovato un tecnico fuggiasco di Manticore che potrebbe essere in grado di sviluppare una cura per il virus di Max, che impedisce ai due di toccarsi. Intanto Alec viene catturato da White, che gli propone un accordo: se riesce a uccidere tre altri fuggiaschi di Manticore nel giro di ventiquattro ore White gli salverà la vita, evitando di fare esplodere la microcarica esplosiva che gli hanno impiantato nel collo. Ma Alec non riesce a portare a termine il suo compito, perché per completare il numero dovrebbe uccidere Max; pur se a malincuore, lei lo conduce dall'ex-tecnico di Manticore, che però esige cinquemila dollari per salvagli la vita. Max gli consegna quelli che aveva tenuto per pagare le ricerche su un virus ed egli riesce a estrarre il congegno di Alec un attimo prima che esploda; ma subito dopo deve fuggire dai soldati che lo ricercano, e consegna a Max le sue ricerche incomplete augurandole di riuscire a trovare qualcun altro che possa finire il lavoro.
- Altri interpreti: Stephen Aberle (Professor Long), Kyle Alisharan (Operaio), Norman Armour (Giovane Sandeman), Brendan Beiser (Marito), Brittany Cuevas (Max a 6 anni), Ryan de Boer (X6-252), John DeSantis (Mangler Miller), John Hainsworth (Sans-Abris magro), Nick Harrison (Poliziotto numero 1), Ken Kirzinger (Combattente numero 2), Rob LaBelle (Engel), Deb Macatumpag (Donna-belva), Shaker Paleja (Soldato), John Savage (Colonnello Donald Michael Lydecker), Ashley Scott (Asha Barlowe), Kimani Ray Smith (Sans-Abris barbuto), Shawn Stewart (Combattente numero 1), Angela Uyeda (Poliziotto numero 2), Vince Walker (Uomo con il mitra), Janet Wright (Moglie).

## L'arma biologica
- Titolo originale: Radar Love
- Diretto da: Jeff Woolnough
- Scritto da: Michael Angeli

### Trama
Una strana epidemia miete vittime per le strade di Chinatown, provocando la morte istantanea di chi la contrae. Logan e il detective Song danno la colpa a uno strano mutante di Manticore che si aggira deforme per il quartiere cinese, ma quando quest'ultimo viene ucciso dalla polizia le analisi non rivelano alcun agente patogeno nel suo sangue. L'accanimento della polizia nei confronti di questo mutante fa aumentare le distanze tra Logan e Max, che cominciano a rivolgere la loro attenzione l'uno ad Asha, il capo del gruppo eversivo S1 W, e l'altra a Rafer, il ragazzo con cui era andata a letto durante la sua ultima tempesta ormonale. Le indagini di Logan portano infine a scoprire un biologo senza scrupoli, che sta progettando per conto di White una tossina in grado di uccidere tutti i mutanti e che è stata sperimentata a Chinatown: per sabotare l'ultima fase della sperimentazione Max salva un suo compagno X5 che doveva fungere da cavia, mentre Song uccide il biologo e Logan si impossessa dei suoi macchinari, per evitare che qualcun altro riprenda le ricerche interrotte. Intanto Lydecker, che stava indagando su uno strano rituale indiano riguardante il simbolo di Manticore, viene fatto precipitare con l'auto nel fiume di Seattle.
- Altri interpreti: Byron Mann (Ispettore Matt Sung), Paul Becker (Ragazzo X5), Winston Brown (Barman), Greg Chan (Venditore numero 2), Jonross Fong (Henry), Paul Jamieson (Uomo con il cappotto), Tyler Labine (Cyrill Elroy), Zen Shane Lim (Giovane cinese numero 1), Laara Ong (Cinese morta numero 2), Kris Pope (Rafer), Ashley Scott (Asha Barlowe), Rekha Sharma (Dr Beverly Shankar), Michael David Simms (Capitano), Rick Tae (Proprietario), Bob Wilde (Ispettore), Raugi Yu (Preneur de tickets).

## L'incubo
- Titolo originale: Boo
- Diretto da: Les Landau
- Scritto da: Charles H. Eglee e Moira Kirland

### Trama
In una folle notte di Halloween, mentre vive un incubo per le strade di Seattle, Max impara a non rinnegare la sua vera natura di transgenica e a rimanere fedele agli amici della sua stessa razza.
- Altri interpreti: Jaron Albertin (Sosia di Logan), Angelika Baran (Rossa carina), Sarah Carter (Katarina), Rob DeLeeuw (Uomo), G. Michael Gray (Dieter), Deanne Henry (Serena, madre di Rafer), Brian Jensen (Poliziotto), Leslie Jones (Cameriera), Jillian Marie (Tina), Travis McDonald (Bum), Kris Pope (Rafer), Jana Ritter (Sosia di Asha), Todd Stashwick (Sally), French Tickner (Padre McAllister).

## Caccia all'uomo cane
- Titolo originale: Two
- Diretto da: Allan Kroeker
- Scritto da: Jose Molina

### Trama
Un uomo cane si accanisce sui poliziotti della città, strappando la lingua alle sue vittime e lasciandole morire per strada. Max e Logan pensano subito a Joshua, ma le accuse cadono quando uno dei poliziotti aggrediti, miracolosamente sopravvissuto, dice a Logan che il suo aggressore aveva un codice a barre dietro la nuca: Joshua infatti, essendo stato il primo mutante creato da Sandman, non possiede quel marchio distintivo. Messo alle strette, Joshua confessa a Max che l'autore degli omicidi è suo fratello Isaac, il "preferito di padre": distrutto dal dolore per la partenza di Sandeman da Manticore, infatti, Isaac era stato selvaggiamente torturato dalle guardie, che alla fine gli avevano tagliato la lingua per porre fine ai suoi strilli di disperazione, e adesso attacca i poliziotti perché li scambia per quelle guardie che erano state tanto crudeli con lui. Max e Joshua, con l'aiuto di Logan e Alec, cercano di fermare Isaac, ma Joshua è infine costretto a ucciderlo per proteggere Max. Intanto Alec si è messo nei guai con una gang di fuorilegge di Seattle, le Teste d'Acciaio, che sembrano avere scoperto il segreto del suo codice a barre.
- Altri interpreti: Michasha Armstrong (Tuck), John Callander (Prigioniero), John Cassini (Poliziotto biondo), Steffania Ciccone (Signora LePera), Mike Dopud (Poliziotto numero 3), Kevin Durand (Isaac), Fred Ewanuick (Bird), Patrick Gallagher (Poliziotto ispanico), John Mann (Eddy l'inglese), Ryan Nelson (Poliziotto giovane), David Parker (Ufficiale Pearson), Sonya Salomaa (Lux), Garfield Wilson (Poliziotto allegro).

## Obiettivo uccidere Logan
- Titolo originale: Some Assembly Required
- Diretto da: Nick Marck
- Scritto da: Robert J. Doherty

### Trama
Zack è ancora vivo: Manticore gli ha impiantato una placca metallica nel volto e gli ha dato un braccio e un occhio artificiale, ma la ricostruzione dei suoi circuiti cerebrali non è ancora completa e la sua memoria è frammentaria e confusa. Max si fa riconoscere da lui e lo porta via dal gruppo di Teste d'Acciaio con cui collaborava; pian piano, Zack rammenta ciò che è accaduto negli anni precedenti, fino al momento della sua morte, anche se il dottore di Logan li avverte del pericolo che lui mescoli i suoi veri ricordi con ciò che ha solo immaginato. Logan chiede a Max e Zack di aiutarlo a sventare il traffico clandestino di organi di cui si occupano le Teste d'Acciaio; ma, nel mezzo dell'operazione, Zack rammenta di quando a Manticore gli avevano ordinato di uccidere Solo Occhi, e accecato dall'amore per Max e dalla gelosia per il loro rapporto si precipita a uccidere Logan. Max riesce a fermarlo fulminandolo con un cavo dell'alta tensione, e azzerandogli nuovamente la memoria; ma il pericolo che la storia si ripeta è troppo grande, e così Logan procura una nuova identità a Zack e gli fa credere di essere un bracciante di una fattoria lì vicino, allontanandolo per sempre da Seattle.
- Altri interpreti: Michasha Armstrong (Tuck), Winston Brown (Barman), Fred Ewanuick (Bird), Todd Fenwick (Hulk), Fred Keating (Buddy Thompson), John Mann (Eddy l'inglese), Seth Ranaweera (Shashi), Sonya Salomaa (Lux).

## La sirena
- Titolo originale: Gill Girl
- Diretto da: Bryan Spicer
- Scritto da: Marjorie David

### Trama
Una falsa emergenza sanitaria di Logan fa riaffiorare in Max i dubbi sulla loro relazione. Intanto una donna-pesce di Manticore viene catturata da un peschereccio e venduta come attrazione in un night club. Alec la riconosce e insieme a Max fa un tentativo di liberarla prima che arrivi White; ma i due scambiano per un agente di White un uomo-pesce venuto in realtà a liberare la sua compagna, e nella colluttazione che segue i soldati riescono a portare via la ragazza. Max, Alec e il tritone si alleano quindi per liberare la sirena, che può infine tornare al mare con il suo compagno e la sua prole schiusasi da poco.
- Altri interpreti: Jessica Amlee (Brittany), Anita Brown (Sirena), Kendall Cross (Bitsy), Amanda Hardy (Veronica), Scott Heindl (Jack), Jesse Hutch (Tritone), Darcy Laurie (Ike), Mark Lukyn (Tecnico), Gus Lynch (Mack), Angela Moore (Infermiera Betty), Darryl Quon (Bouncer).

## Quadri d'autore
- Titolo originale: Medium is the Message
- Diretto da: Jeff Woolnough
- Scritto da: Michael Angeli

### Trama
Joshua ha scoperto di avere un nuovo talento di pittore e Alec lo sfrutta per guadagnare migliaia di dollari; purtroppo in una delle sue orge creative Joshua smarrisce gli appunti sul virus di Max, e per riaverli è costretto a rivelarsi alla sua gallerista. Intanto la madre di un bambino rapito, Ray Olsen, si rivolge a Solo Occhi per riuscire a ritrovare suo figlio: Logan dà il suo assenso, scoprendo solo in un secondo momento che la donna è in realtà la moglie di Ames White, e che Ray è loro figlio. Basandosi sulle telecamere di sorveglianza Logan riesce a rintracciare i rapitori, che mostrano caratteristiche da transgenici; ma quando Max raggiunge il luogo dove viene segregato il bambino, scopre non solo che i rapitori non hanno il codice a barre, ma addirittura che stanno dalla parte di White stesso. Inoltre il luogo pare uno scavo di una civiltà indiana del XVII secolo e coincide con le ricerche che Lydecker stava compiendo prima di essere messo fuori combattimento. Nel frattempo White spiega l'intera faccenda alla sua ignara moglie: entrambi sono stati scelti per attuare un programma riproduttivo che affonda le radici nelle civiltà più antiche del mondo, e lui ha inscenato il rapimento del bambino per separarlo dalla moglie senza essere costretto a ucciderla. Max interviene appena in tempo per evitare che la donna venga uccisa dalla pistola di White, ma per salvarla si lascia sfuggire sia lui che il piccolo Ray.
- Altri interpreti: Brayden Bullen (Ray White), Simon Burnett (Razza pura numero 1), Robert Carter (Transgenico calvo), Christopher Gordon (Razza pura numero 2), Emily Holmes (Wendy Olsen-White), Claudette Roche (Rita).

## Il Veggente
- Titolo originale: Brainiac
- Diretto da: Stephen Williams
- Scritto da: Chip Johannessen

### Trama
Asha e il gruppo degli S1 W sono stati catturati durante una retata della polizia, ma c'è un testimone: un ragazzo grassoccio della serie X, noto come Brain, si mette in contatto con Max e le offre il suo aiuto per liberare gli amici di Logan. Brain è stato dotato da Manticore di una straordinaria capacità euristica, che ha sfruttato per incontrare Max, di cui è segretamente innamorato fin da bambino; ma proprio per le sue qualità speciali è stato anche dotato della caratteristica di passare inosservato agli occhi di tutti, con il risultato che nessuno si accorge mai di lui. Brain aiuta Max a rivelare la talpa all'interno dell'S1 W che ha fatto la soffiata alla polizia, ma nel corso dell'operazione si sacrifica per salvare Max da una pallottola che lui aveva previsto l'avrebbe colpita: per sdebitarsi Max e Logan organizzano un comunicato di Solo Occhi in cui fanno finalmente guardare al mondo il volto di Brain.
- Altri interpreti: Michael Ray Bower (Brain), Noel Callahan (Monello ai videogiochi), Terry Chen (Membro dell'S1 W), Simonee Chichester (Membro dell'S1 W numero 1), Darren Choo (Uomo della SWAT numero 2), Tiffany Knight (Ragazza della pubblicità), Kuba (Membro dell'S1 W numero 2), Sarah La Greca (Giovane donna), Simon Longmore (Poliziotto), Dagmar Midcap (Presentatore), Thomas Milburn Jr. (Uomo della SWAT numero 1), Dean Redmond (Membro dell'S1 W numero 3), Cary Shields (Chef).

## Missione segreta
- Titolo originale: The Berrisford Agenda
- Diretto da: Thomas J. Wright
- Scritto da: Moira Kirland

### Trama
Una consegna della Jam Pony riporta alla mente di Alec il ricordo della sua prima missione sotto copertura, in cui gli venne ordinato di uccidere il padrone di un'industria genetica e fornitore di Manticore, Robert Berrisford, assieme a sua figlia Rachel, per punirlo di avere cercato di rendere pubbliche informazioni sul progetto. Intrufolatosi nella casa di Berrisford come maestro di pianoforte della figlia Alec finì ben presto per innamorarsi di lei; ma il pentimento per le sue azioni, arrivato troppo tardivamente, fece sì che l'automobile su cui si trovavano Rachel e suo padre esplodesse per mano degli agenti di Manticore. Alec non riuscì più a riprendersi dal rimorso, tanto da indurre i suoi superiori a cancellare questo episodio dalla sua memoria; ma ora, a distanza di due anni, Robert Berrisford, sopravvissuto all'attentato grazie all'intervento di Rachel, cerca vendetta per la sorte di sua figlia, finita in coma irreversibile da quel giorno, e attira Alec in una trappola. Salvato da Max, Alec riesce a raggiungere il capezzale di Rachel e a dirle addio, prima che la vita l'abbandoni definitivamente.
- Altri interpreti: Eric Breker (Agente numero 1), Jacob Chaos (Uomo del laboratorio), Micah Gardener (Simon Lehane), Michael Kopsa (Robert Berrisford), Ty Olsson (Mario), Meghan Ory (Rachel Berrisford), Suzanne Ristic (Servante).

## Un mostro in città
- Titolo originale: Borrowed Time
- Diretto da: David Straiton
- Scritto da: Jose Molina

### Trama
Max ha trovato una cura temporanea per il virus che la separa da Logan: dietro pagamento di ventimila dollari un biologo le inietta un antivirale che bloccherà il virus per dodici ore, abbattendo il pericolo di contagiare qualcun altro. Max raggiunge Logan e i due passano la serata assieme, ma un'emergenza incombe e Joshua si precipita a casa di Logan per avvertire Max: un Gossoner, un segugio di Manticore in grado di trovare i soldati dispersi fiutando il kevlar dei loro armamenti, si aggira infatti per la città immobilizzando e rapendo tutti coloro che hanno avuto a che fare con un certo dentista. Mentre Max e Alec cercano il Gossoner nelle fogne della città e in una vecchia discarica Logan si reca nello studio di questo dentista e scopre che egli utilizza kevlar per fare le sue otturazioni; ma tutti e tre vengono attaccati dal Gossoner e portati nella discarica. L'intervento di Joshua li salva e permette loro di domare il Gossoner, ma ormai il tempo per Max e Logan è finito: i due si confessano quindi per la prima volta i reciproci sentimenti, consci del fatto che non potranno toccarsi più.
- Altri interpreti: Tony Alcantar (Irving), Scott Bellis (Delbert), Sarah Cole-Burnett (Emma), Ryan Drescher (Tim), Fiona Hogan (Muriel), Dee Jay Jackson (Gordie), Peter Williams (Hal).

## Quarantena
- Titolo originale: Harbor Lights
- Diretto da: Kenneth Biller
- Scritto da: Robert J. Doherty

### Trama
Max e Logan non si vedono da un po' di tempo, quando Max viene improvvisamente ferita allo stomaco da una pallottola, per salvare la vita di un ragazzino durante una sparatoria al mercato. Max, ricoverata in ospedale, viene sottoposta ai normali esami del sangue, che evidenziano però il suo virus: incerti sulla natura dell'infezione i dottori contattano il Centro Malattie Infettive, che mette in quarantena l'ospedale. La chiamata viene intercettata da White, che riconosce le caratteristiche di Max e si precipita all'ospedale per recuperarla prima che vengano scoperte le sue qualità eccezionali: ma il dottor George, capo dell'unità di contenimento, si rifiuta di consegnargliela e prosegue per conto suo le indagini sul sangue di Max, dimostrando inoltre di avere particolari sospetti su Manticore. White cerca prima di fare uccidere Max da una dei suoi "familiari", un'infermiera dell'ospedale affiliata alla sua setta; quando questa fallisce si precipita di persona nell'ospedale e riesce a raggiungerla sfruttando le doti sovraumane della sua stirpe, ma l'intervento di Logan la fa sfuggire ancora una volta dalle sue mani. Intanto, a Washington, su una panchina davanti al Campidoglio, il dottor George consegna le sue ricerche su Max e sul suo strano virus a un misterioso personaggio.
- Altri interpreti: Kwesi Ameyaw (Tecnico di laboratorio), Kaare Anderson (Poliziotto di settore numero 2), Ben Cotton (Ciclista in coda), Alexander Farquharson (Ragazzo in coda), Tara Fynn (Madre in coda), Oscar Goncalves (Poliziotto di settore numero 3), Sharon Heath (Infermiera numero 1), Mark Lukyn (Uomo di White), Dagmar Midcap (Giornalista), Enuka Okuma (Dr Harrington), Alanis Peart (Infermiera numero 2), Laara Sadiq (Assistente infermiera), Robert Smith (Uomo in costume zebrato), Ari Soloman (Tecnico CDC), Bobby Stewart (Poliziotto di settore numero 1), Donavon Stinson (Bill - giornalista di Channel 3), Sarah Strange (Infermiera Betty), Todd Talbot (Paramedico numero 1), Jerry Wasserman (Dr George).

## Energia transgenica
- Titolo originale: Love in Vein
- Diretto da: David Grossman
- Scritto da: Michael Angeli

### Trama
Una banda di teppisti dotati di una forza sovraumana e con un codice a barre sul collo si aggira per Seattle rubando e vandalizzando. Una di loro viene riconosciuta al Pronto Soccorso, ma quando Max la raggiunge deve combattere contro la sua banda, venuta a portarla via a forza: mentre combattono Max si rende però conto che i teppisti non sono affatto transgenici, pur essendo un po' più forti degli umani normali, e riesce a catturarne una mentre gli altri fuggono. Ma la ragazza, Raine, cade in preda a una fortissima crisi di astinenza dopo poco, e li implora di lasciarla tornare dal capo della loro banda, Marrow, il vero possessore del codice a barre che tutti loro si sono fatti tatuare. Un po' da Raine e un po' dal suo capo Max riesce a conoscere tutta la storia: Marrow è un transgenico di Manticore che possiede il dono di trasmettere parte dei suoi poteri a chiunque beva il suo sangue, e in questo modo si è creato una banda di seguaci completamente dipendenti da lui, convinti di non poterlo abbandonare perché senza il suo sangue moriranno. Ma Raine smaschera il suo gioco, perché dopo avere raggiunto un picco di sofferenza nella sua crisi di astinenza si accorge di stare subito meglio; consapevole della sua pericolosità Max affronta dunque Marrow e lo uccide.
- Altri interpreti: Sean Amsing (Wallace), Juliet Dunn (Infermiera al bancone), Matthew Currie Holmes (Push), Ian Marsh (Portiere numero 1), Adrian McMorran (Dylan), Miles Meadows (Rollins), Sky Miles (Sky), Vishanti Moosai (Eliza), Eliza Murbach (Janis), Missy Peregrym (Adepta sexy), Zak Santiago Alam (Kurt), Rekha Sharma (Dr Beverly Shankar), Camille Sullivan (Lida), Keegan Connor Tracy (Rain), Kett Turton (Jonathan), Carolyn Tweedle (Donna-gatto), Sam Witwer (Marrow).

## La Ragazza Psico-Operativa
- Titolo originale: Fuhgeddaboudit
- Diretto da: Morgan Beggs
- Scritto da: Julie Hess

### Trama
Logan sta cercando di convincere il codardo cassiere di una famiglia mafiosa, Dougie Colantonio, a denunciare il suo boss, e manda Max ad avvicinarlo sotto copertura; ma durante l'operazione Max incontra una strana ragazza, Mia, la fidanzata di Dougie, che senza apparente fatica riesce a farle svelare tutto il suo piano e la rimanda a casa senza ricordi di ciò che è accaduto. Il giorno seguente Mia si reca alla Jam Pony per cercare lavoro e Alec la riconosce come una psico-operativa di Manticore, ossia una transgenica addestrata a modificare la mente dei suoi nemici, ma Mia gli fa dimenticare questa sua intuizione sul suo conto; contemporaneamente, scoperta la vera identità di Solo Occhi grazie a una confessione di Logan, Mia gli fa diramare un comunicato per mettere sulle spine Dougie. Da quel momento Mia dirige una complicata operazione che mira a fare tornare Alec sul ring, in modo che Dougie possa spingere il suo boss a scommettere su di lui e riguadagnarsi la sua stima: ma Max irrompe sulla scena e batte Alec, così che Dougie, messo alle strette, passa dalla parte della polizia e svela l'identità del suo boss. Mia può così lasciare la città con la sua vincita, guadagnata per avere scommesso su Max, e il suo fidanzato, che ama così tanto perché soffrendo di narcolessia è immune al suo potere.
- Altri interpreti: Frankie J. Allison (Sam "Shakes"), Lee Jay Bamberry (Arbitro del ring), Peter Benson (Cameriere), Laurie Brunetti (Dougie), Louis Chirillo (Bobby Senza Collo), David Gianopoulos (Tony Rinaldi), John Juliani (Boss Sparacino), Tracy Ryan (Mia).

## L'iniziazione
- Titolo originale: Exposure
- Diretto da: Stephen Williams
- Scritto da: Moira Kirland

### Trama
La moglie di White si è rifatta viva con Logan, asserendo di conoscere il luogo dov'è tenuto prigioniero suo figlio Ray, ma Ames la ritrova e la uccide prima che possa riferire tutti i dettagli: Logan riesce comunque a rintracciare il luogo da dove è partita la chiamata, e assieme a Max si reca a Willowbee, una piccola cittadina vicino a Seattle, dominata dalla presenza di una strana e antica scuola privata. Max intuisce che questo è il luogo in cui si raduna la setta a cui appartiene White, e vi si infiltra proprio in tempo per assistere alla cerimonia di iniziazione del piccolo Ray, che consiste nell'iniettargli, mediante uno speciale tatuaggio a forma di caduceo, il veleno estratto dal corpo di un serpente, e nel vedere se sopravviverà o no. Nel corso del salvataggio anche Max viene ferita dallo strumento che la setta utilizza per fare quel particolare tatuaggio, ma stranamente il veleno non ha alcun effetto su di lei. Grazie all'aiuto dello sceriffo locale Max e Logan riescono a salvare e a nascondere il ragazzino, che al suo risveglio confessa loro che, secondo le regole della setta, adesso sarà pronto per un misterioso Avvento, di cui non sa precisare la natura.
- Altri interpreti: Mark Lukyn (Tecnico numero 1), Gabrielle Rose (Signora Moorehead), Brayden Bullen (Ray White), Aaron Douglas (Impiegato dell'hotel), Devin Douglas Drewitz (Samuel), Jase-Anthony Griffith (Tecnico numero 2), Emily Holmes (Wendy Olsen-White), Mike Mitchell (Transgenico), Alex Rae (Impiegato del magazzino), Callum Keith Rennie (Sceriffo Lamar), Garwin Sanford (Sacerdote), Stephen Spender (Guardia di sicurezza), Malcolm Stewart (Direttore Paul Simms), Dominika Wolski (Sacerdotessa).

## Amore impossibile
- Titolo originale: Hello, Goodbye
- Diretto da: Jeff Woolnough
- Scritto da: Jose Molina

### Trama
Per un attimo di distrazione Max e Logan si sono toccati di nuovo e Logan è finito in ospedale, salvato solo da una tempestiva trasfusione del sangue di Joshua, che come tutti i transgenici possiede gli anticorpi per bloccare il virus. Ma Max, stanca di questa continua preoccupazione, decide di farla finita definitivamente con Logan, e per stroncare qualsiasi ulteriore tentativo di approccio da parte sua gli fa credere di stare con Alec. Nel frattempo White e i suoi familiari decidono di fare saltare la copertura imposta dal governo sulla faccenda di Manticore, e liberano per strada un mutante che scatena il panico prima di venire brutalmente trucidato dalla polizia: come da loro previsto, gli animi della gente di Seattle cominciano a scaldarsi contro i transgenici. Intanto anche Joshua ha stretto una bella amicizia con una ragazza cieca, Annie, che ha tutti i presupposti per trasformarsi in qualcosa di più: la ragazza ignora il vero aspetto di Joshua, ma quest'ultimo è infine costretto a scacciarla per la sua sicurezza, per evitare che anche lei venga uccisa in quanto amica inconsapevole di un mutante.
- Altri interpreti: Mark Lukyn (Tecnico numero 1), Gabrielle Rose (Signora Moorehead), Noah Beggs (Ispettore Krakow), Gerry Durand (Poliziotto ND), Jase-Anthony Griffith (Tecnico numero 2), Sadie Lawrence (Giovane vedova), Kandyse McClure (Annie Fisher), Mike Mitchell (Mule), Paul Moniz de Sa (Poliziotto in uniforme), Rekha Sharma (Dr Beverly Shankar), Evan Stewart (Presentatore).

## La fuga
- Titolo originale: Dawg Day Afternoon
- Diretto da: Kenneth Biller
- Scritto da: Robert J. Doherty

### Trama
In seguito al pandemonio suscitato dall'apparizione del mutante in pubblico i transgenici sono più che mai costretti a nascondersi dalle folle inferocite che invocano la loro morte. Per avere voluto rivedere Annie, Joshua viene però avvistato da una banda di vigilantes e costretto a fuggire nelle fogne assieme alla ragazza cieca: immediatamente la polizia e la gente di Seattle si mobilitano per una caccia all'uomo, decisi a stanarlo e a salvare Annie, che tutti credono un ostaggio. Dietro le domande pressanti della ragazza Joshua non può nascondersi ancora e le rivela la sua vera natura, ma lei non lo rifiuta per questo: lo spinge anzi a mettersi in salvo e a lasciarla nelle fogne, certa che basterà l'intervento della polizia per riportarla in superficie sana e salva. Joshua l'abbandona a malincuore e riesce a salvarsi grazie all'aiuto di Max e Logan; ma White, che nel frattempo ha raggiunto la scena, trova Annie prima della polizia e la uccide, spacciandola poi per una vittima della furia del mutante. La rabbia della gente nei confronti di Manticore continua a crescere, alimentata dal sospetto che esistano alcuni transgenici in tutto e per tutto uguali alla gente comune.
- Altri interpreti: Mark Lukyn (tecnico numero 1), Gabrielle Rose (signora Moorehead), David Berner (Ospite), Mark Burgess (reverendo Caldwell), Josh Byer (Zed), David Coles (Quint), L. Harvey Gold (Avvocato), J.J. Johnson (Venditore di t-shirt), Mitchell Kosterman (tenente), Mike LaPage (poliziotto di perimetro), Brad Loree (poliziotto di settore numero 1), Dion Luther (giornalista), Kandyse McClure (Annie Fisher), Dagmar Midcap (Giornalista), Darryl Scheelar (poliziotto di settore numero 2), Malcolm Stewart (direttore Paul Simms), Bobby Stewart (poliziotto calvo), Jorgito Vargas Jr. (Bug).

## Il clone
- Titolo originale: She Ain't Heavy
- Diretto da: Allan Kroeker
- Scritto da: Robert J. Doherty e Michael Angeli

### Trama
Joshua vuole abbandonare la casa del padre e raggiungere Terminal City, una specie di rifugio dei mutanti costruito in una zona altamente radioattiva della città, dove nessun essere umano normale può vivere. Intanto White ha rintracciato a San Francisco un clone di Max, X5-453, e tenendo sotto ostaggio la sua famiglia la obbliga a cercare la vera Max e a riportargliela. Ma Max è abbattuta dall'avere perso Logan e Joshua e progetta di lasciare Seattle al più presto; il clone riesce comunque a ritrovarla e a catturarla, ma viene intercettata da Logan, in fuga da casa sua dopo che White è riuscito a rintracciare il segnale video di Solo Occhi. Insieme Logan e Max stringono un'alleanza con 453 e riescono a sopraffare White; organizzando uno scambio di ostaggi riescono così a fare riavere al clone di Max la sua famiglia. Logan entra quindi in clandestinità, aiutato dai mutanti di Terminal City, mentre Max decide dopotutto di rimanere a Seattle.
- Altri interpreti: Alessandro Juliani (Druido), Mark Lukyn (Tecnico numero 1), Jessica Marie Alba (Sam / X5-453), Cameron Bright (Johnny), Fred Ewanuick (Luke), Jase-Anthony Griffith (Tecnico numero 2), Brian Jensen (Mole), Darcy Laurie (Dix), Sky Miles (Sky), Paul Perri (Senatore McKinley), Evan Stewart (Presentatore), Malcolm Stewart (Direttore Paul Simms), Jim Thorburn (Steve).

## Il figliol prodigo
- Titolo originale: Love Among the Runes
- Diretto da: James Whitmore Jr.
- Scritto da: Jose Molina e Moira Kirland

### Trama
Gli uomini di White hanno messo a punto un nuovo sistema per scovare i transgenici, basato sulla rilevazione della loro temperatura corporea, che è più alta di quella dei normali esseri umani: con questo metodo un mutante amico di Alex viene riconosciuto e linciato dalla folla. Inoltre sul corpo di Max cominciano a spuntare degli strani simboli, che sembrano messaggi in un'antica lingua minoica e che Logan cerca di tradurre. Intanto un pazzo rinchiuso nella sede della setta di White, C.J., è riuscito a scappare e si rifugia a Terminal City, dipingendosi un codice a barre e facendosi passare, senza troppo successo, per un transgenico della serie X5: alle domande di Max risponde rivelando di essere il figlio di Sandeman, e si offre di accompagnarla da suo padre. Ma è una trappola e in realtà C.J. la consegna a suo fratello, Ames White, che le rivela la storia di Sandeman: membro della setta dei familiari, egli si rifiutò di fare partecipare C.J. all'iniziazione perché sapeva che non sarebbe sopravvissuto, e si allontanò per studiare una razza di transgenici che potesse fermare la setta, creando così Manticore. White, che si vergognava di quel gesto di suo padre, cambiò così nome e si dedicò anima e corpo alla ricerca del transgenico perfetto, Max, l'unico che avrebbe potuto fermare l'Avvento della setta. Ma, sentite queste parole, C.J. si pente del suo gesto e libera Max, affinché possa distruggere la setta che lui tanto odia e teme.
- Altri interpreti: Mark Lukyn (Tecnico numero 1), Gabrielle Rose (Signora Moorehead), Fred Ewanuick (Luke), Jase-Anthony Griffith (Tecnico numero 2), David Haysom (Poliziotto al posto di blocco), Brian Jensen (Mole), Craig Lapthorne (Poliziotto in uniforme), Darcy Laurie (Dix), Henri Lubatti (C.J. Sandeman), Darren Moore (Spettatore), Paul Perri (Senatore McKinley), Rey-Phillip Santos (Albino X), Michael Sbrizzi (Biggs), Ron Selmour (Dan), Peter Shinkoda (Albino X), Dominika Wolski (Sacerdotessa).

## Lotta per la libertà
- Titolo originale: Freak Nation
- Diretto da: James Cameron
- Scritto da: Ira Steven Behr e René Echevarria

### Trama
La guerra contro i transgenici è imminente e la rabbia della popolazione è alle stelle. Per salvare una giovane X5 incinta Joshua e alcuni suoi compagni finiscono per farsi scoprire dalla folla e si barricano dentro la sede della Jam Pony, prendendo i fattorini come ostaggi. Mentre Logan si apposta fuori a osservare la situazione e White schiera le sue forze in campo per la battaglia finale Max riesce a penetrare nell'edificio, dove tutti hanno constatato che la polizia non sembra avere alcuno scrupolo su chi colpisce tra umani e transgenici. Intanto perfino l'odioso e razzista Normal si intenerisce di fronte alle sofferenze della ragazza in preda alle doglie, e l'aiuta a partorire mentre attorno a lui infuria la battaglia tra le forze di Max e quelle di White. Alla fine i transgenici riescono a fuggire senza uccidere nessuno e si rifugiano sotto assedio a Terminal City, dove ha inizio la resistenza.
- Altri interpreti: Gabrielle Rose (Signora Moorehead), Liz Bakalar (Greta), Jeffrey Ballard (Dalton / X6), Simon Burnett (Guerriero della Falange numero 3), Amy Dumas (Thula), Fred Ewanuick (Luke), Russell Ferrier (Sonny), Lance Gibson (Uomo per la strada numero 3), Chris Gordon (Guerriero della Falange), Lorin Heath (CeCe), Brian Jensen (Mole), Erin Karpluk (Gem / X5), Darcy Laurie (Dix), Dion Luther (Bill Hailey), Alison Matthews (Presentatrice), Charlie Mayrs (Secondo intervenant), Steve McMichael (Guerriere della Falange numero 2), Sky Miles (Sky), Gardiner Millar (Uomo per la strada numero 2), Darren Moore (Uomo per la strada numero 1), Ro Nielsen (Poliziotto numero 2), Tahmoh Penikett (Poliziotto numero 1), Lori Stewart (Guerriero della Falange numero 1), Michael Sunczyk (Autista del camion), Christine Willes (Donna in chiesa), Rick Worthy (Tenente Clemente).